# Alidius Tjarda van Starkenborgh Stachouwer
Alidius Warmoldus Lambertus Tjarda van Starkenborgh Stachouwer (Groningen, 7 maart 1888 – Wassenaar, 16 augustus 1978) was officieel de laatste gouverneur-generaal van Nederlands-Indië.
Tjarda van Starkenborgh Stachouwer, lid van de familie Tjarda van Starkenborgh, studeerde rechten te Groningen en was bestuurder en diplomaat uit een Gronings regentengeslacht. In 1925 volgde hij zijn vader, Edzard Tjarda van Starkenborgh Stachouwer op als Commissaris van de Koningin in Groningen. Daarna was hij gezant in Brussel en in 1937 volgde zijn benoeming tot gouverneur-generaal in Nederlands Indië. Hij oogstte daar veel kritiek voor de door hem bevolen klopjacht in Balië op homosexuelen en hij niet aanvaardde dat homosexualiteit daar normaal werd bevonden. Tijdens de Japanse aanval bleef hij in Indië en hij zat tijdens de oorlogsjaren in Japanse gevangenschap, eerst op Formosa, later in Mantsjoerije. Na de Tweede Wereldoorlog keerde hij niet terug als landvoogd, maar werd hij weer diplomaat, onder andere in Parijs als ambassadeur. Op 28 juni 1956 werd hij benoemd tot minister van staat en werd hij lid van de commissie-Beel die een onderzoek zou doen naar de problematiek die later de Greet Hofmans-affaire is gaan heten.
In 1945 is in Hillegom, met later een uitbreiding naar Sassenheim, een scoutinggroep opgericht die vernoemd is naar Tjarda van Starkenborgh Stachouwer.

## Onderscheidingen
- Commandeur in de Orde van Oranje-Nassau, 29 augustus 1938
- Ridder Grootkruis in de Orde van de Nederlandse Leeuw, 4 februari 1946
- Verzetsster Oost-Azië 1942-1945, 10 mei 1950
- Eredoctoraat Rijksuniversiteit Groningen, 20 maart 1957